# ФК Подгорица
ФК Подгорица (на черногорски: Fudbalski klub Podgorica) е черногорски футболен клуб от столицата Подгорица. Играе на стадион „ДГ Арена“ с капацитет 4300 места в Доня Горица, в покрайнините на столицата. Основан през 1970 година.
Състезава се в Черногорска първа лига, висшата лига на Черна гора.

## История
Основан през 1970 година като ОФК „Младост“. Той е един от многото клубове от столицата, които играят в ниските дивизии по това време. Започва първия си сезон в Четвърта лига-Централен регион.
Отборът е преименуван с новото си име на 11 август 2019 година. Преди се е наричал ОФК „Младост 1970“ или „Младост Лешкополье“.
Младост на сръбски, както и на български означава младост, подобно на латинския Ювентус в Италия; Лешкополье е район на Подгорица, включващ областите Доня Горица, Горня Горица, Доний Кокоти, Фармаци, Гърбавци и Бери.

## Успехи
Черна гора
- Черногорска първа лига
  - 5-о място (1): 2019/20
- Черногорска втора лига
  -  Шампион (1): 2018/19
- Черногорска трета лига
  -  Шампион (1): 2016/17
- Купа на Централния регион
  -  Носител (1): 20116/17
  -  Финалист (1): 2015/16

 СФРЮ
- Четвърта Югославска дивизия – Черногорска регионална лига
  -  Шампион (1): 1972/73